# 2019年土耳其地方選舉

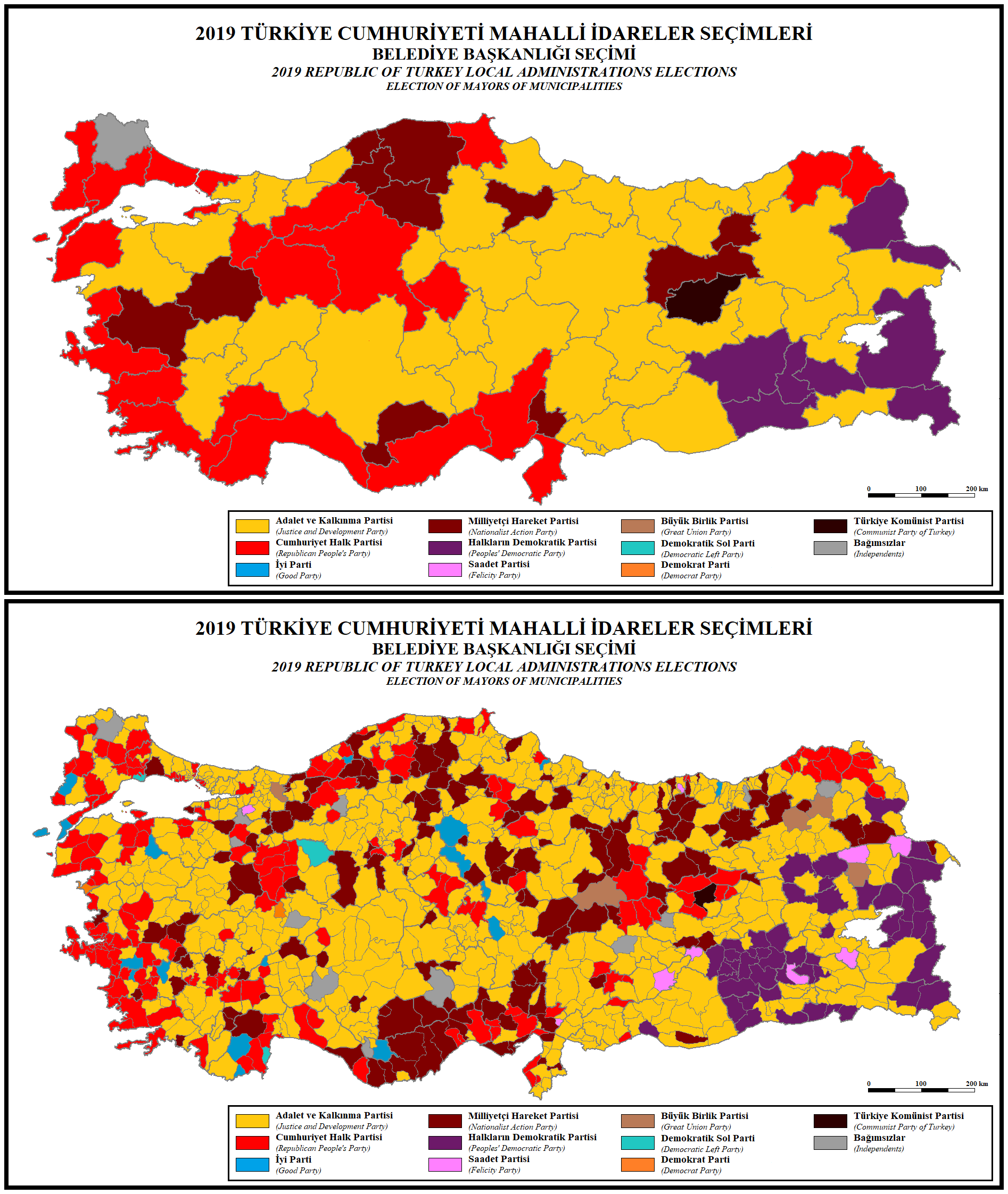
各政黨贏得的省份
正義與發展黨
共和人民黨
民族主义行动党
人民民主党
土耳其共產黨
無黨籍

2019年土耳其地方選舉于2019年3月31日星期日举行，选举产生土耳其的81个省，共30个都市、1351个区的市长和1251个省、20500个市政务会委员。参与选举的主要政党有执政的正义与发展党、民族主义行动党，反对党包括共和人民党和好党。虽然在乡郊地区和小城市表现良好，但是执政党正义与发展党仍遭遇了多年来最重大的挫折，在首都安卡拉、第一大城市伊斯坦堡和第三大城市伊兹密尔的选举分別失利。此外反对党也赢得了其他主要城市如阿达纳、安塔利亚、梅尔辛的选举。此外，土耳其共产党赢得了通杰利省省会通杰利的选举，这是该党有史以来首次赢得的省会城市的选举。
伊斯坦布尔市长选举初步结果公布后，得票落后的正义与发展党提出申诉，市长选举因而重新计票。总统埃尔多安公开声称伊斯坦布尔市长选举受到了有组织的破坏。4月16日，正发党副主席阿里·伊赫桑·亚武兹表示，正发党已经请求最高选举委员会取消伊斯坦堡市长选举结果、重新进行伊斯坦堡市长选举。2019年5月6日，最高選舉委員會宣佈伊斯坦布爾市長選舉結果無效，6月23日舉行重選。在6月23日的重选中，反对派候选人埃克雷姆·伊馬姆奥盧以54%对45%的得票率击败执政党候选人比纳利·耶伊尔德勒姆。